# Megastigmus ezomatsuanus
Megastigmus ezomatsuanus is een vliesvleugelig insect uit de familie Torymidae. De wetenschappelijke naam is voor het eerst geldig gepubliceerd in 1958 door Hussey & Kamijo.